# Gastrancistrus dehradunensis
Gastrancistrus dehradunensis är en stekelart som beskrevs av Jamal Ahmad och S. Ahmad 1997. Gastrancistrus dehradunensis ingår i släktet Gastrancistrus och familjen puppglanssteklar. Inga underarter finns listade i Catalogue of Life.